# Marie Rimmer
Marie Elizabeth Rimmer, (née le 27 avril 1947) est une femme politique du Parti travailliste britannique.
Elle est députée pour St Helens and Whiston depuis le 8 mai 2015.

## Carrière
Avant d'entrer au Parlement, elle est conseillère locale pendant plus de 30 ans, et présidente du conseil de l'arrondissement métropolitain de St Helens. Elle est nommée commandeur de l'ordre de l'Empire britannique (CBE) en 2005.
En 2014, elle est choisie sur une liste restreinte composée exclusivement de femmes comme candidate du parti travailliste aux élections générales de 2015 pour succéder à Shaun Woodward. Treize ans plus tôt, le comité exécutif national du Labour avait empêché sa candidature au même siège avant les élections générales de 2001, pour parachuter Woodward, car il était peu probable qu'il conserve son siège de Witney, qu'il a remporté en 1997 en tant que conservateur.
Le jour du Référendum sur l'indépendance de l'Écosse en 2014, un incident survient dans un bureau de vote à Shettleston, à Glasgow, ce qui amène à son arrestation et à son inculpation pour voies de fait. Elle est mise hors de cause par la Glasgow Sheriff Court en novembre 2016.
Elle est élue députée de St Helens South et Whiston aux élections générales de 2015 avec une majorité de 21 243 voix, puis est passée à 24 343 voix lors des élections générales de 2017.
Elle est nommée ministre fantôme des personnes handicapées le 1er février 2017 mais décide de se retirer du poste en octobre de la même année.